# Primula bulleyana
Primula bulleyana är en viveväxtart. Primula bulleyana ingår i släktet vivor, och familjen viveväxter.

## Underarter
Arten delas in i följande underarter:
- P. b. beesiana
- P. b. bulleyana

## Bildgalleri

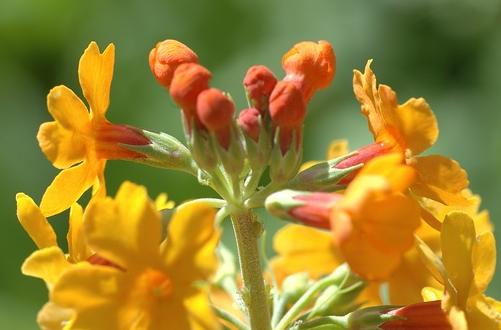
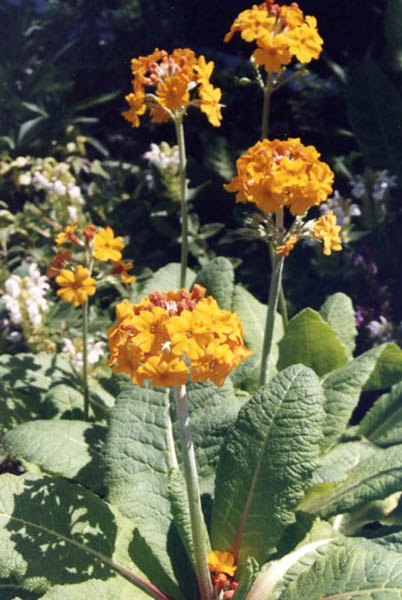
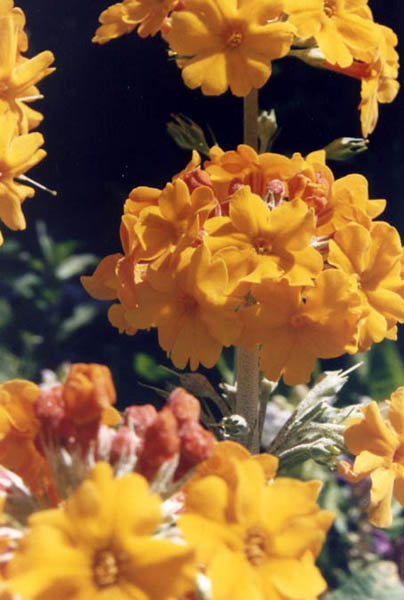
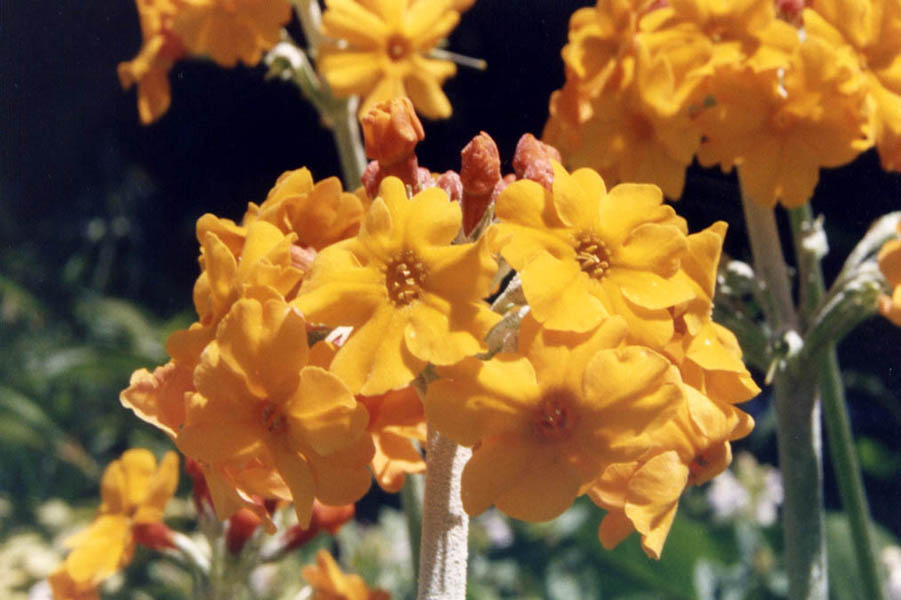
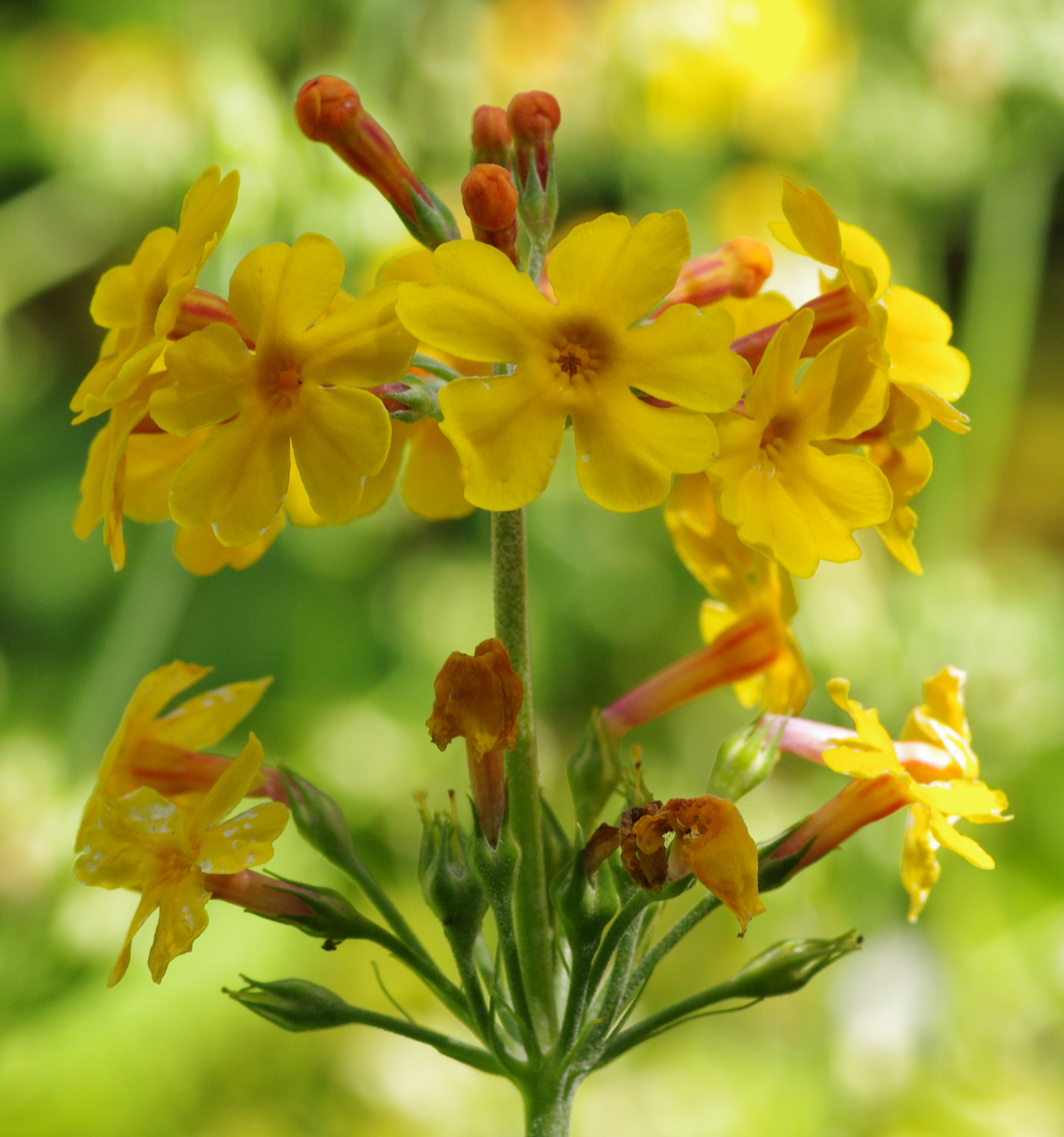
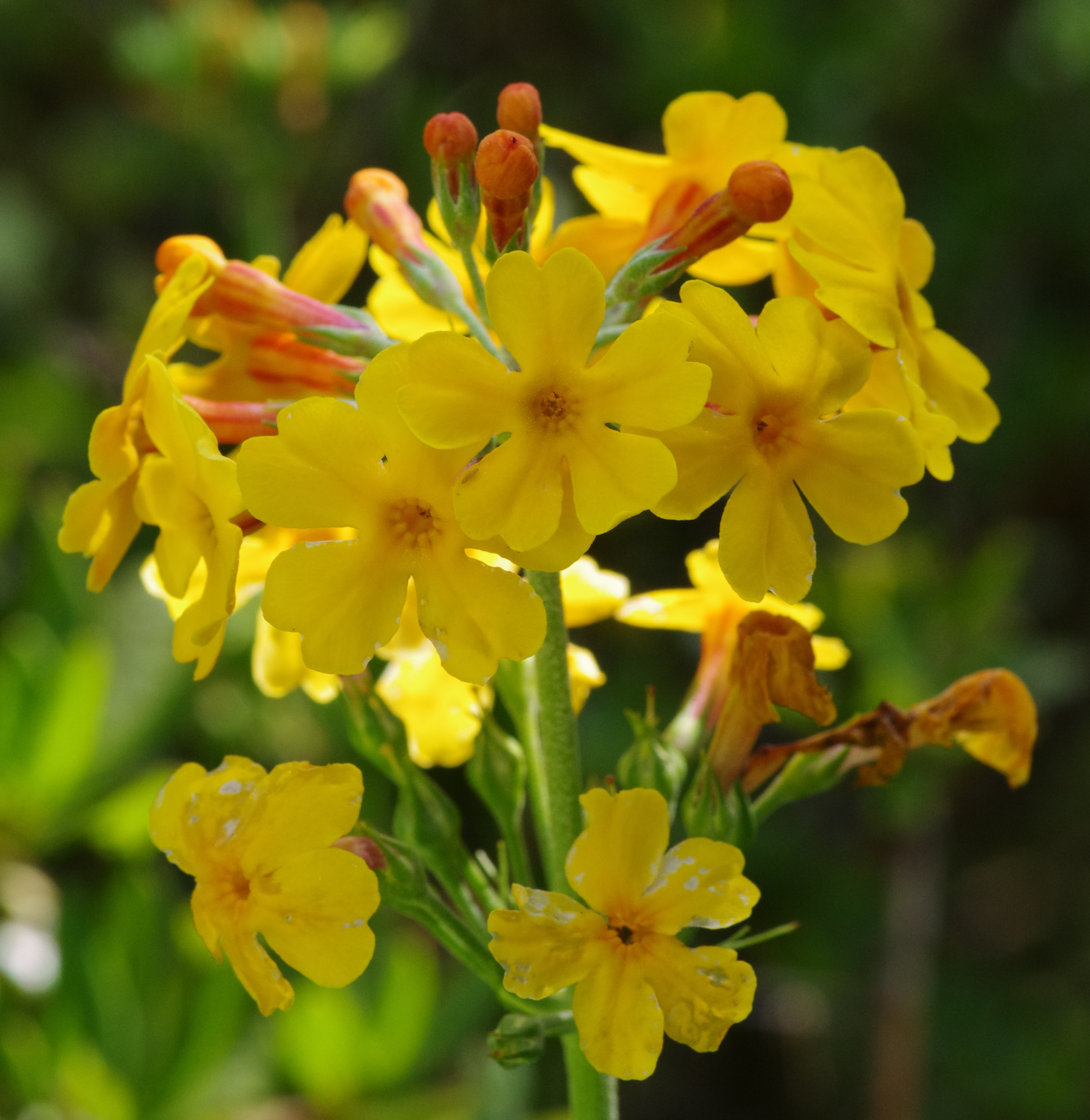